# Cyclobis(paraquat-p-phenylen)
Cyclobis(paraquat-p-phenylen) (formal gesehen ein Derivat des Paraquat) gehört zur Klasse der Cyclophane, da es aus aromatischen Einheiten besteht, die über aliphatische Reste verbrückt sind. Cyclobis(paraquat-p-phenylen) ist, ebenso wie viele andere Cyclophane, in der Lage, ein kleineres Molekül (einen „Gast“) in sich aufzunehmen. Es spielt eine bedeutende Rolle in der Wirt-Gast-Chemie und ist vielleicht sogar das bekannteste Cyclophan der supramolekularen Chemie.
Es wird auch „Stoddarts blue box“ genannt, da sein Erfinder, J. Fraser Stoddart, elektronenarme Bereiche in Molekülen blau zeichnete.

## Synthese
Zur Darstellung des Cyclobis(paraquat-p-phenylen) wird zunächst 4,4′-Bipyridin mit 1,4-Bis(brommethyl)benzol zu 1,1′-[1,4-phenylenbis(methylen)]bis(4,4′-bipyridin) und dieses in einer Templatsynthese erneut mit 4,4′-Bipyridin zum Endprodukt umgesetzt. Als Templat dient 1,5-Bis(2-(2-methoxyethoxy)ethoxy)naphthalin.

## Wirt-Gast-Chemie des CBPQT4+
Wie erwähnt ist CBPQT4+ in der Lage, einen Gast in sich aufzunehmen; dabei bildet sich ein Wirt-Gast-Komplex. Die dafür nötigen Wechselwirkung sind Donor-Akzeptor-Wechselwirkungen, ihre Stärke ist dabei stark von der Fähigkeit des Donors abhängig, π-Elektronendichte bereitzustellen. Für die Stärke der Komplexierung gilt dabei, dass sie umso stärker ist, je stärker der π-Elektronendonor ist. Auch eine Vergrößerung des π –Systems verstärkt die Bindung. Hingegen ist die Kinetik der Komplexbildung und -dissoziation von der Sperrigkeit des Gasts abhängig.
Ein Molekül, das in der Lage ist, stabile Komplexe mit CBPQT4+ zu bilden, ist Tetrathiafulvalen (TTF). Auf dieser Fähigkeit zur Komplexierung des TTF beruhen zahlreiche Derivate. Zu den Abwandlungen gehören mechanisch eingeschlossene Verbindungen wie Catenane und Rotaxane, molekulare Schalter und größere, supramolekulare Strukturen.
Die im Cyclobis(paraquat-p-phenylen) vorhandenen Charge-Transfer-Wechselwirkungen können als Strukturmotiv mit den generell häufiger verwendeten Wasserstoffbrückenbindungen verglichen werden, speziell hinsichtlich ihrer Direktionalität und ihrer Komplementarität (Schlüssel-Schloss-Prinzip). Charge-Transfer-Komplexe unterscheiden sich jedoch bezüglich ihrer leichten Spektroskopierbarkeit und ihrer größeren Toleranz gegenüber verschiedenen Lösungsmitteln sowie ihrer generell geringeren Assoziationskonstante. Durch die geringere Assoziationskonstante sind deutlich weniger Charge-Transfer- als Wasserstoffbrücken-basierte Komplexe bekannt. Es können andere, nichtkovalente Bindungen (z. B. solvophobe Kräfte, Metall-Ligand-Wechselwirkung) zur Erhöhung der Assoziationskonstante genutzt werden; zahlreiche, auf dieser Strategie aufbauende Strukturen sind in der Literatur bekannt.
Wie gezeigt wurde, nimmt die Wahl des Gegenions von CBPQT4+ einen großen Einfluss auf die Bindungskonstante des entsprechenden Wirt-Gast-Komplexes. CBPQT4+ wird meist als Hexa-fluorophosphat-Salz verwendet.

## Verwendung
Um Catenane zu erzeugen, kann das CBPQT4+ als Templat zum „einfädeln“ eines Kronenethers mit einer π-Donor-Komponente dienen. Anschließend werden dessen noch offene Enden verknüpft und man erhält zwei miteinander verschlossene Ringe. Ein bistabiles Catenan (ein Ring mit zwei π-Donor-Komponenten) ist bereits ein einfaches Beispiel für einen molekularen Schalter. In dem vorliegenden Beispiel wurde ein cyclischer Ether mit einer TTF- und einer DNP-Einheit gewählt. Während das CBPQT4+ die TTF-Einheit in Ruhelage umgibt, ist die DNP-Einheit stabiler, sobald das TTF (reversibel) oxidiert wird. Der Ring rotiert in diesem Fall aufgrund der Coulomb-Abstoßung um sich selbst, bis das CBPQT4+ die DNP-Einheit umschließen kann. Eine umgekehrte Bewegung erfolgt, sobald die TTF-Einheit wieder reduziert vorliegt. Diesem ersten Beispiel, das die generelle Machbarkeit bewiesen hat, sind zahlreiche weitere gefolgt.

## Abwandlungen
Zahlreiche Derivate des CBPQT4+ sind entwickelt worden. So ist auch eine vergrößerte Version des Moleküls möglich; in der Literatur wird dieses als ExnBox4+ bezeichnet, wobei n die Nummer der p-Phenylen-Ringe ist (n = 0–3). Diese Varianten mit größerer Öffnung sind in der Lage Moleküle abweichender Größe aufzunehmen. Aufbauend auf die Charge-Transfer-Komplexierung des CBPQT4+ sind zahlreiche supramolekulare Strukturen erzeugt worden, darunter Fibrillen-Gele, Micellen, Vesikel, Nanoröhren,  Foldamere und flüssigkristalline Phasen. In Analogie zu biologischen Systemen, die durch Wasserstoff-Brückenbindungen zu supramolekularen Strukturen zusammengelagert sind, stellt die Charge-Transfer-Komplexierung hier eine Alternative dar.